# Gregor Arbet
Gregor Arbet (Tallinn, 19 giugno 1983) è un ex cestista e dirigente sportivo estone.

## Carriera
Con l'Estonia ha disputato i Campionati europei del 2015.

## Palmarès
- Campionato estone: 7

Kalev/Cramo: 2008-09, 2010-11, 2011-12, 2013-14, 2015-16, 2016-17, 2017-18